# Jonathan Cilley

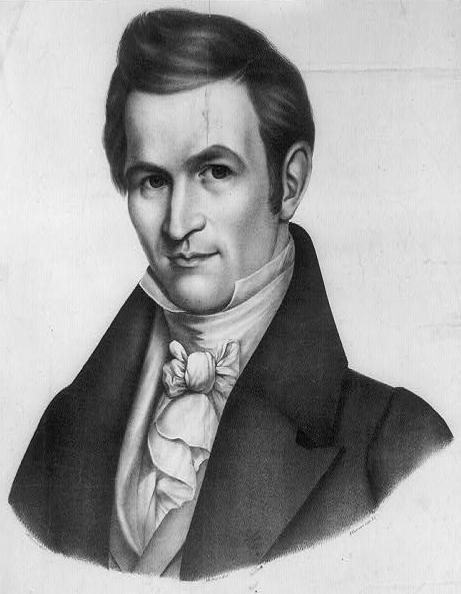
Jonathan Cilley

Jonathan Cilley (* 2. Juli 1802 in Nottingham, Rockingham County, New Hampshire; † 24. Februar 1838 bei Washington, D.C.) war ein US-amerikanischer Politiker. Zwischen 1837 und 1838 vertrat er den Bundesstaat Maine im US-Repräsentantenhaus.

## Werdegang
Jonathan Cilley war Mitglied einer bekannten Politikerfamilie in Neuengland. Sein Großvater Joseph Cilley (1734–1799) war General und Senator im Senat von New Hampshire gewesen. Sein Onkel Bradbury Cilley (1760–1831) vertrat zwischen 1813 und 1817 den Staat New Hampshire im US-Repräsentantenhaus; sein Bruder Joseph (1791–1887) war in den Jahren 1845 bis 1847 US-Senator für New Hampshire.
Cilley besuchte die Atkinson Academy in New Hampshire und dann bis 1825 die New Hampton Academy. Danach absolvierte er das Bowdoin College in Brunswick (Maine). Dort war er Klassenkamerad von Nathaniel Hawthorne und Henry Wadsworth Longfellow. In dieser Zeit freundete er sich auch mit dem späteren US-Präsidenten Franklin Pierce an. Nach einem Studium der Rechtswissenschaft und seiner im Jahr 1828 erfolgten Zulassung als Rechtsanwalt begann er in Thomaston in seinem neuen Beruf zu praktizieren. In dieser Stadt gab Cilley zwischen 1829 und 1831 die Zeitung Thomaston Register heraus. Politisch schloss er sich Andrew Jackson und dessen Demokratischer Partei an. Zwischen 1831 und 1836 saß er als Abgeordneter im Repräsentantenhaus von Maine. Ab 1835 war er als Nachfolger von Thomas Davee dessen Präsident.
Bei den Kongresswahlen des Jahres 1836 wurde Cilley im dritten Wahlbezirk von Maine in das US-Repräsentantenhaus in Washington gewählt. Dort trat er am 4. März 1837 die Nachfolge von Jeremiah Bailey an. Dieses Mandat übte er bis zu seinem Tod am 24. Februar 1838 aus. Jonathan Cilley starb bei einem Duell mit dem Kongressabgeordneten William J. Graves aus Kentucky. Die Ursache des Duells war ein Zeitungsartikel, in dem einem weiteren Parlamentarier unmoralisches Verhalten vorgeworfen wurde.